# Aliens of London
"Aliens of London" (intitulado "Alienígenas de Londres" no Brasil) é o quarto episódio da primeira temporada da série de ficção científica britânica Doctor Who, transmitido originalmente através da BBC One em 16 de abril de 2005. É a primeira de uma história dividida em duas partes, sendo concluída em "World War Three" na semana seguinte. Ambos foram escritos por Russell T Davies e dirigidos por Keith Boak.
O episódio se passa em Londres um ano após os eventos do episódio "Rose". Nele, a família criminosa alienígena Slitheen forja uma nave espacial caindo no Rio Tâmisa, colocando a Terra em alerta máximo. Os Slitheen usam a nave para atrair especialistas em vida extraterrestre, incluindo o "especialista supremo", o viajante do tempo conhecido como o Doutor (Christopher Eccleston), para uma armadilha dentro da 10 Downing Street.
Este episódio introduziu a personagem Harriet Jones, interpretada por Penelope Wilton, que reprisaria seu papel em "The Christmas Invasion" e "The Stolen Earth". Também contou com a participação da atriz Naoko Mori, que seria escalada para aparecer no spin-off Torchwood como resultado de sua atuação. Os Slitheen foram criados parte por imagens geradas por computador (CGI) e com próteses e fantasias. "Aliens of London" foi assistido por sete milhões de espectadores na transmissão inicial e recebeu críticas geralmente mistas.

## Enredo
Com a intenção de devolver Rose à Terra doze horas após sua partida original, o Doutor calcula mal, chegando doze meses depois ao invés disso. A mãe de Rose, Jackie, fica furiosa com ela, acreditando que tinha sido sequestrada e assassinada. Seu namorado, Mickey, também fica chateado, pois ele era suspeito de tê-la matado. Enquanto Rose expressa sua frustração ao Doutor por não ser capaz de dizer a verdade sobre para onde ela foi, eles testemunham uma nave espacial colidir com o Big Ben e cair no Rio Tâmisa. O centro de Londres é fechado enquanto a população fica animada com a possibilidade do primeiro contato com uma espécie alienígena. O Doutor suspeita de trapaça e usa a TARDIS para pousar dentro do hospital para onde o piloto da nave foi levado. O Doutor descobre que a nave foi lançada da Terra e que o piloto é na verdade um porco comum que foi modificado por tecnologia alienígena.
O governo não consegue localizar o Primeiro-Ministro devido à confusão do acidente e o membro do parlamento Joseph Green é nomeado como Primeiro-Ministro interino. Green é revelado como um membro dos Slitheen, uma família de alienígenas que usa um dispositivo para comprimir seus corpos em grandes "trajes" humanos, resultando em frequentes liberações de flatulência. Dois outros altos membros do governo, Margaret Blaine e Oliver Charles, também são revelados como Slitheen. As criaturas secretamente comemoram a atração dos humanos para seu plano, mas não sabem que sua conversa está sendo testemunhada pela pela membra do parlamento Harriet Jones.
Quando o Doutor retorna para Rose, Jackie descobre a verdade sobre ele e a TARDIS e a chama. Eles são cercados por soldados e escoltados para a 10 Downing Street. O Doutor é convidado a se juntar a um painel de especialistas alienígenas, incluindo membros da UNIT, e Rose é escoltada para dentro do prédio por Harriet, que conta a ela sobre os alienígenas e juntas elas descobrem o cadáver do Primeiro Ministro. Antes que elas possam revelar sua descoberta, elas são pegos por Blaine, que começa a abrir o zíper de seu traje humano para atacá-los. No apartamento de Jackie, um policial também abre o zíper de seu traje humano e ataca Jackie por estar associada ao Doutor. Enquanto este tenta convencer os especialistas da falsificação dos eventos, ele percebe que eles foram atraídos para a Downing Street juntos como parte de uma armadilha. Green envia um choque elétrico através de seus crachás de identificação com o grupo reunido.

## Produção
A produção do episódio foi supervisionada pelos produtores executivos Russell T Davies, Julie Gardner e Mal Young,  e pelo produtor Phil Collinson.

### Concepção
Inicialmente, o episódio foi intitulado "Aliens of London, Parte Um". Ao escrever o episódio, Davies foi inspirado pela série britânica de ficção científica Quatermass and the Pit de 1958. Ele também foi inspirado pelo romance Human Nature de Paul Cornell para a ideia de uma família antagônica. A decisão de Davies de fazer os Slitheen invadir a Downing Street foi inspirada pelo videoclipe "Jump" de Girls Aloud, que se passa lá.
A equipe de produção pretendia sugerir que o Primeiro-Ministro assassinado neste episódio era o atual titular da vida real, Tony Blair. No comentário do DVD de "World War Three", o produtor Phil Collinson explicou que eles contrataram um ator para interpretar o cadáver, com o entendimento de que o homem era um sósia de Blair. Quando a semelhança se mostrou decepcionante, eles decidiram evitar mostrar o corpo claramente. A sugestão de que o corpo são os restos mortais de Blair quando Harriet Jones diz que ela "dificilmente é uma das gatas", uma referência ao grande número de parlamentares mulheres do Partido Trabalhista que entraram na Câmara dos Comuns na vitória trabalhista das eleições gerais de 1997, que foram apelidadas de "Blair's Babes" pela mídia britânica. A eleição daquele Tony Blair na continuidade de Doctor Who foi confirmado em "Rise of the Cybermen".
O papel de Harriet Jones foi escrito especialmente para Penelope Wilton por Davies. Wilton foi atraída pelo papel por causa da qualidade do roteiro; ela já havia trabalhado com Davies em Bob & Rose.
Este episódio é o último a ter a sigla da UNIT como "United Nations Intelligence Taskforce". Mais tarde, foi alterado para "Unified Intelligence Taskforce" na história do Décimo Doutor "The Sontaran Stratagem" após reclamações das verdadeiras Nações Unidas.

### Filmagens
"Aliens Of London" foi programado como parte do segundo bloco de produção junto com "Rose" devido ao cenário contemporâneo. A primeira rodada de filmagens ocorreu em 18 de julho de 2004 no Cardiff Royal Infirmary, que foi usado como cenário para o Hospital Albion. O exterior da 10 Downing Street foi uma réplica criada uma semana depois no centro de Londres, enquanto o interior foi filmado no Castelo de Hensol, Vale of Glamorgan de 4 a 6, 8 a 13 e 16 a 19 de agosto. As filmagens da nave espacial acidentada ocorreram no dia 26, mas foram adiadas por oficiais antiterrorismo que suspeitavam da proximidade das filmagens com a Downing Street. As filmagens do apartamento de Mickey (que é o mesmo cenário da casa de Jackie e Rose) ocorreram nos quatro dias seguintes no Brandon Estate em Kennington. Filmagens extras ocorreram na Unidade Q2 em Newport, de 20 de agosto a 6 de setembro. Em 4 de outubro, o clipe do apresentador do Blue Peter, Matt Baker, assando "bolos de nave espacial" foi gravado no Estúdio 4 do BBC Television Centre em Londres. Isso ocorreu durante o segundo bloco de produção. Durante o terceiro bloco de produção, a parte final das filmagens de locação e estúdio foi concluída na Unidade Q2 e no Estúdio 1, HTV Wales, respectivamente.
Durante a gravação, a equipe percebeu que a complexidade do primeiro bloco de produção os fez atrasar o cronograma e, consequentemente, um tempo adicional de filmagem foi prescrito. O compositor Murray Gold declarou em uma entrevista que a decisão de misturar CGI e próteses causou problemas para a equipe de produção.

## Transmissão e recepção
Em uma entrevista, Russell T Davies observou que ele teve que verificar a política editorial antes de exibir o episódio porque ele colidia com as eleições gerais no Reino Unido em 2005. Os números da audiência durante a noite de estreia mostraram que "Aliens of London" foi assistido por sete milhões de espectadores no Reino Unido, uma participação de audiência de 34%. O episódio recebeu uma pontuação de 82 no Índice de Apreciação do Público. Quando as visualizações finais foram calculadas, os números subiram para 7,63 milhões. A reexibição na BBC Three no domingo seguinte teve 598 800 espectadores, o que o tornou o número um naquele intervalo de tempo. No Canadá, o episódio marcou 849 000 espectadores, o que o tornou o número 2 para o intervalo de tempo em todo o Canadá e o número 4 em todo o horário nobre na noite de terça-feira em que foi exibido. Este episódio, junto com "World War Three" e "Dalek", foram os primeiros lançados no formato UMD para o PlayStation Portable. Os três episódios foram então lançados em DVD e, mais tarde, com o resto da primeira temporada em um box set.
"Aliens of London" recebeu críticas geralmente mistas. Arnold T Blumburg do Now Playing deu ao episódio uma nota "C", achando os Slitheen, seu humor associado e o porco insultuosos. No entanto, ele foi positivo em relação à forma como a história mostrou o que aconteceu com a vida doméstica de Rose em sua ausência. Em 2013, Patrick Mulkern da Radio Times descreveu o episódio de duas partes como "chamativo, mas bobo" e "decepcionante", embora a trama da família de Rose funcionasse por causa dos personagens "vívidos". Ele também criticou a execução dos Slitheen e achou o desempenho de Eccleston deficiente. Ele elogiou particularmente o desempenho de Wilton, descrevendo sua personagem como "persistente, curiosa, de coração no lugar certo". O crítico do The A.V. Club, Alasdair Wilkins, deu ao episódio uma nota "B−". Ele achou que o problema estava mais na execução do que na concepção; havia uma possibilidade de sátira nas piadas de peido, mas a direção e as performances decepcionaram. Por chegar perto de ser bobo e não levar os Slitheen a sério, ele argumentou que a versão televisionada não exibiu suas partes mais sutis, como cada Slitheen tendo individualidade, a exploração da raça humana sabendo sobre extraterrestres e a vida doméstica de Rose. Burk e Smith em Who is the Doctor foram mais positivos. Burk observou que a história foi "amada e odiada pelos fãs em igual medida", mas foi um "deleite" para ele, embora inesperado. Embora ele tenha achado que os Slitheen funcionam em muitos níveis de humor, ele afirmou que a trama doméstica foi a melhor parte, elevado por boas performances. Ele também sentiu que o porco funcionou. Smith chamou-o de o mais próximo que a série revivida e Davies "chegam a imitar o escritor mais amado da série clássica, Robert Holmes". Ele também elogiou a situação interna, embora tenha considerado a sátira política "monótona", a direção decepcionante e Eccleston "fora de seu alcance" com momentos mais leves.
Houve pequenas reclamações do público com a observação de Rose ao Doutor, "Você é tão gay", gerando alguma controvérsia. Davies se defendeu dizendo que estava tentando refletir como as pessoas falam na vida real. A decisão de mostrar o trailer da próxima parte imediatamente após o cliffhanger foi recebida com algum desdém, com uma pessoa escrevendo para a BBC como eles foram "imediatamente espoliados pela prévia da segunda metade da história".